# Mont Bengoué
Mont Bengoué är med 1 070 m över havet Gabons högsta berg. Det ligger i provinsen Ogooué-Ivindo, i den nordöstra delen av landet, 500 km öster om huvudstaden Libreville.